# Program kulinarny

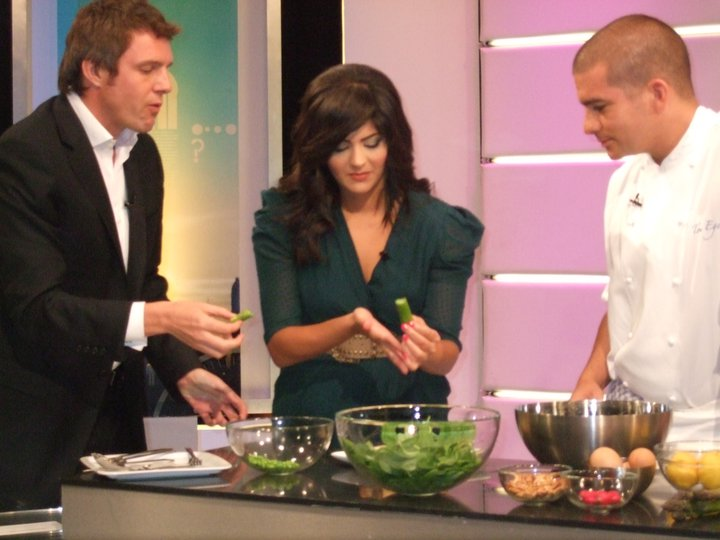
Program kulinarny

Program kulinarny – gatunek programu telewizyjnego, który prezentuje przygotowanie jedzenia, najczęściej w kuchni restauracji, w studio telewizyjnym lub w domu osoby prowadzącej. Zazwyczaj, prowadzący program (często kucharz celebryta) przygotowuje jedno lub więcej dań w trakcie trwania pojedynczego odcinka. Prowadzący przeprowadza odbiorców przez pomysł na posiłek, przygotowanie składników i poszczególne etapy przyrządzania dania.
Programy kulinarne są popularną częścią dziennej ramówki telewizyjnej od zarania telewizji. Są co do zasady niedrogie do wyprodukowania, co sprawia, że są ekonomicznie łatwym sposobem dla stacji telewizyjnych na wypełnienie 30-minutowego, czasem 60-minutowego czasu antenowego. Duża liczba programów kulinarnych trwa wiele sezonów, szczególnie jeśli są sponsorowane przez lokalne stacje telewizyjne lub publiczne media.
Znane programy kulinarne w polskiej telewizji i polskim internecie to „Kuchenne rewolucje”, „MasterChef”, „Makłowicz w podróży”, „Ewa gotuje”, „Okrasa łamie przepisy”, „Dolce Vita wg Davida Rocco”, „Doradca smaku”, „ABC gotowania”, „Smakuj świat z Pascalem”, „Pyszne 25”, „30 minut Jamiego”, „Dorota, Karol i goście”.